# Camilo Núñez
Camilo Alejandro Núñez Gómez, noto semplicemente come Camilo Núñez (Montevideo, 6 marzo 1994), è un calciatore uruguaiano, centrocampista del Deportes Temuco.

## Caratteristiche tecniche
È un mediano.

## Carriera
Cresciuto nel settore giovanile del Rentistas, ha esordito in prima squadra il 15 agosto 2015 in occasione dell'incontro di Primera División Profesional vinto 2-1 contro il Plaza Colonia.